# Louvemont-Côte-du-Poivre
Louvemont-Côte-du-Poivre é uma comuna francesa na região administrativa de Grande Leste, no departamento de Meuse. Estende-se por uma área de 8,25 km². Em 2010 a comuna tinha 0 habitantes (densidade: 0 hab./km²).